# Oskar Lange

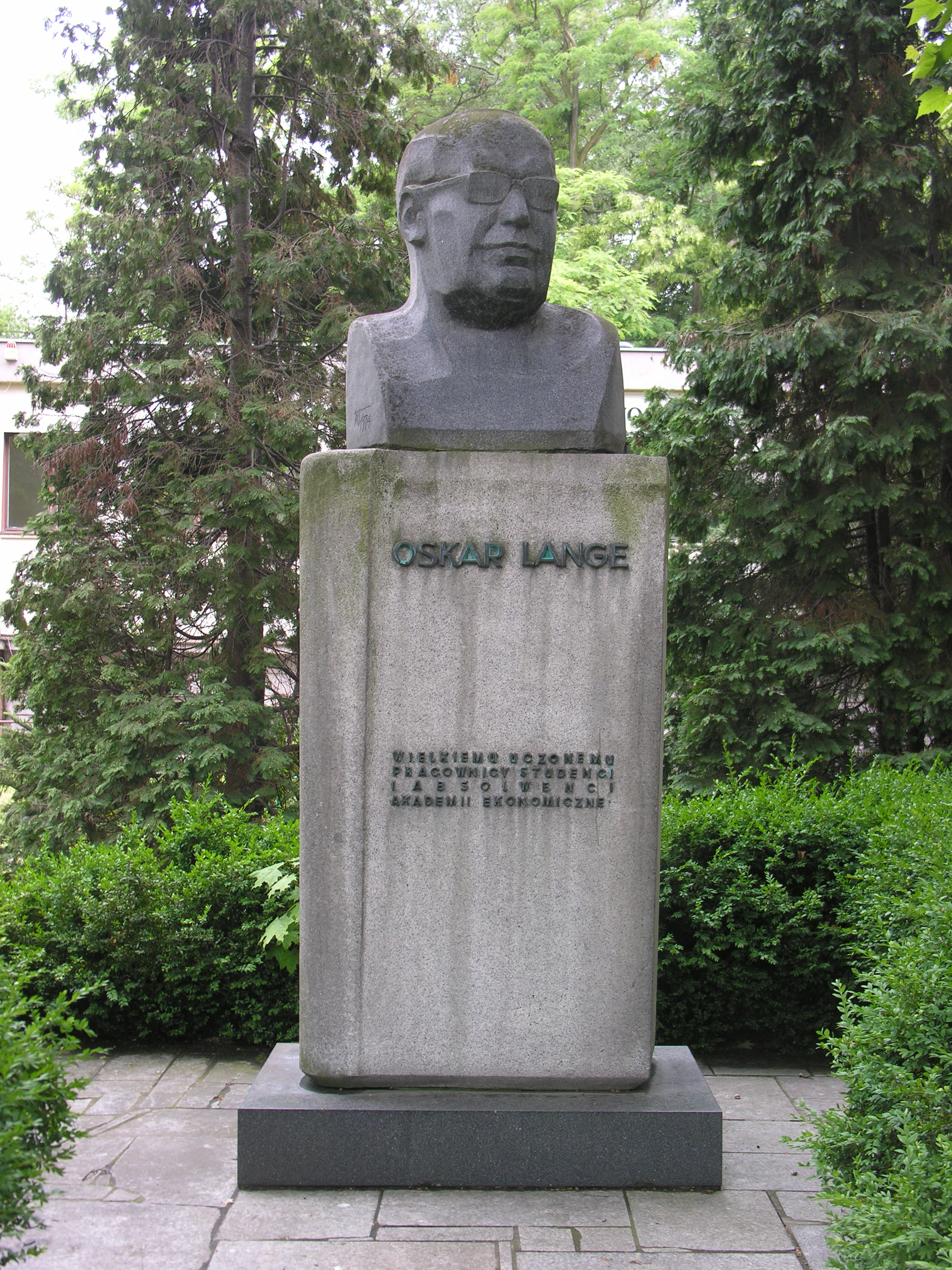
El monumento de Oskar Lange en Breslavia.

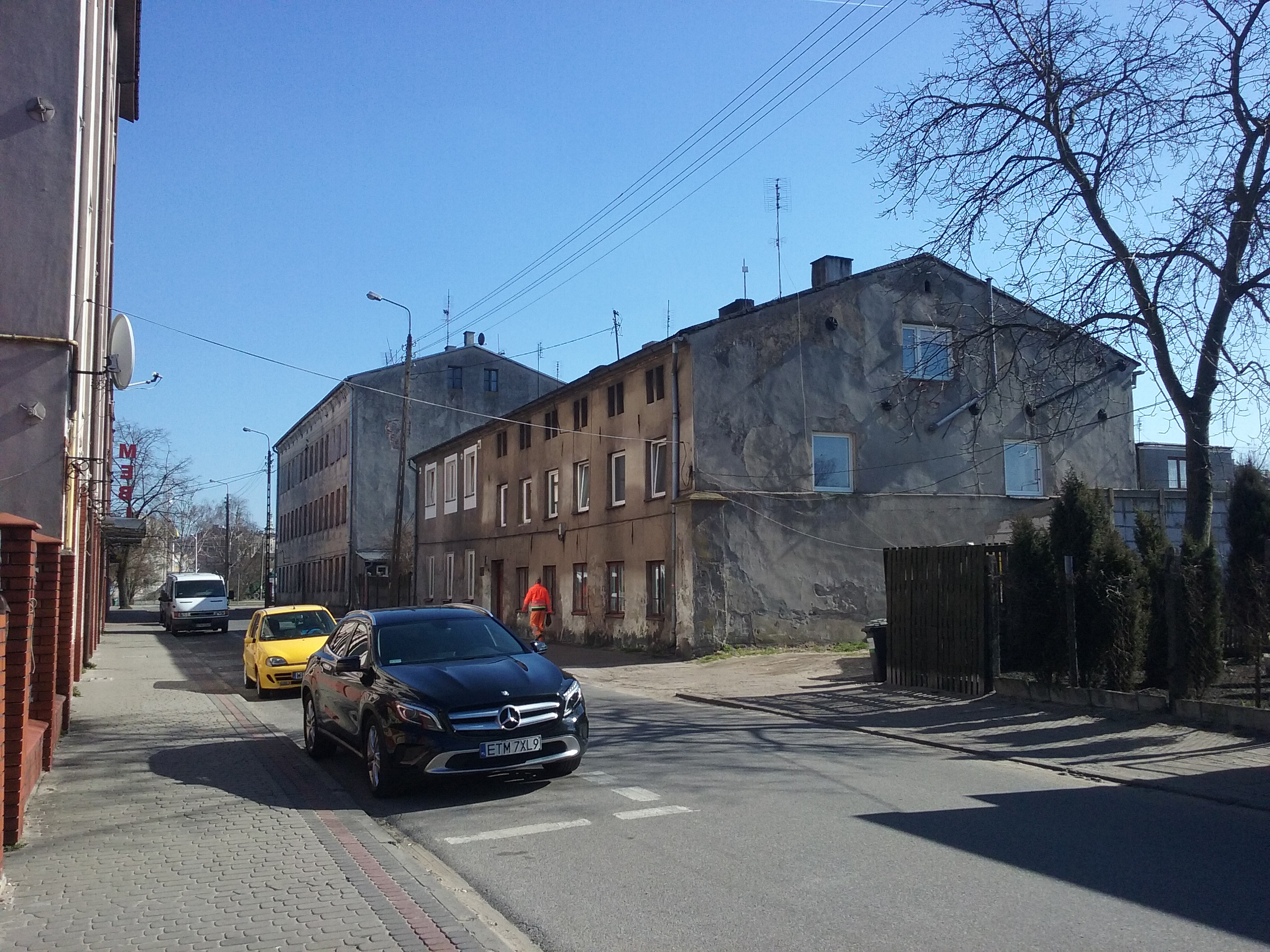
Tomaszów Mazowiecki, Farbiarska 7 - lugar de nacimiento

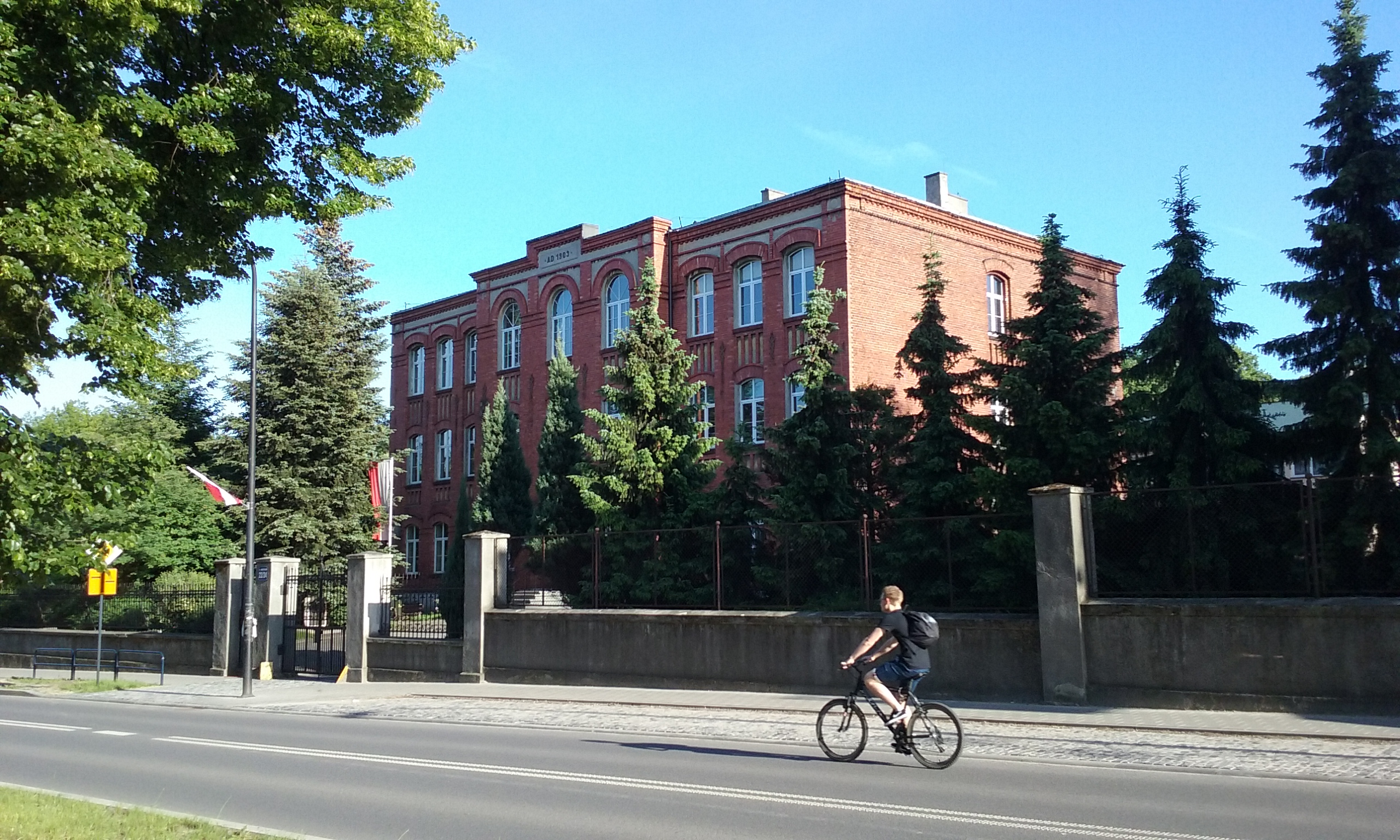
Escuela secundaria de Jarosław Dąbrowski en Tomaszów Mazowiecki La escuela a la que asistió Oskar Lange.

Oskar Ryszard Lange (27 de julio de 1904, Tomaszów Mazowiecki - 2 de octubre de 1965, Londres) fue un economista, diplomático y político polaco.
Profesor de las Universidades de Cracovia y de Chicago, marchó al exilio y regresó a Polonia tras la finalización de la Segunda Guerra Mundial. El nuevo gobierno lo nombró embajador en Estados Unidos y en la ONU. En 1957 llegó a ser Vicepresidente de Polonia. Presidió el Comité de Planificación y el Consejo Económico de Polonia (1957-1962). Sus contribuciones llegaron a ser vistas como fundacionales para una tercera vía.

## Contribuciones a la ciencia económica
Sus trabajos se concentraron en el campo del cálculo económico en la formación de precios y la asignación de recursos en las economías socialistas. Ello le llevó a participar activamente en programas de desarrollo económico de países del Tercer Mundo como India, Egipto e Irak en la década de los 1950s del siglo XX. Además fue uno de los intervinientes principal en el Debate sobre el cálculo económico en el socialismo, junto a Friedrich Hayek. Planteó un socialismo planificado descentralizado, donde habría cabida a la participación del mercado, muy similar al modelo socialista yugoslavo, lo que resultó en propuesta que se llamó socialismo de mercado. También se abocó a problemas de econometría, estadística y cibernética.
A pesar de ser un socialista ardiente, Lange lamentó la teoría laboral marxista del valor porque era un gran creyente en la teoría neoclásica del precio. En la historia de la economía, es probablemente más conocido por su trabajo sobre la teoría económica del socialismo publicado en 1936. En el libro, Lange abogó por el uso de herramientas de mercado (especialmente la teoría de precios neoclásica) en la planificación económica del socialismo y el marxismo. Propuso que las juntas de planificación central establecieran los precios a través de "ensayo y error", haciendo ajustes como escasez y excedentes en lugar de depender de un mecanismo de precio libre. En virtud de este sistema, los planificadores centrales elegirían arbitrariamente un precio para los productos fabricados en las fábricas del gobierno y los elevarían o reducirían, dependiendo de si se produjeron carencias o excedentes. Después de que este experimento económico se hubiera ejecutado varias veces, se emplearían métodos matemáticos para planificar la economía: si hubiera escasez, se elevarían los precios; si hubiera excedentes, se bajarían los precios. elevar los precios alentaría a las empresas a aumentar la producción, impulsada por su deseo de aumentar las ganancias, y al hacerlo, eliminar la escasez. La reducción de los precios alentaría a las empresas a reducir la producción con el fin de evitar pérdidas, lo que eliminaría el excedente. En opinión de Lange, tal simulación del mecanismo del mercado podría ser capaz de gestionar eficazmente la oferta y la demanda. Los defensores de esta idea argumentaron que combina las ventajas de una economía de mercado con las de la economía socialista. Con la utilización de esta idea, afirmó Lange, una economía estatal sería al menos tan eficiente como una economía de mercado capitalista o privada. Argumentó que esto era posible, siempre que los planificadores del gobierno utilizaban el sistema de precios como si se tratara de una economía de mercado e instruyeran a los gerentes de la industria estatal a responder paramétricamente a precios determinados por el estado (minimizar los costos, etc.). El argumento de Lange fue uno de los pivotes del debate del cálculo socialista con los economistas de la escuela austríaca. En ese momento, la opinión entre los socialistas ingleses de la Sociedad Fabiana era que Lange había ganado el debate. Lange también hizo contribuciones en varias otras áreas. Fue una de las principales luces del "renacimiento paretiano" en la teoría del equilibrio general durante la década de 1930. En 1942, proporcionó una de las primeras pruebas del primer y segundo teoremas del bienestar. Inició el análisis de la estabilidad del equilibrio general (1942, 1944). Su crítica a la teoría cuantitativa del dinero (1942) impulsó a su estudiante Don Patinkin a desarrollar su notable "integración" del dinero en la teoría del equilibrio general. Lange hizo varias contribuciones seminales al desarrollo de la síntesis neoclásica (1938, 1943, 1944). Trabajó en la integración de la economía clásica y la economía neoclásica en una única estructura teórica (por ejemplo en 1959). En sus últimos años, Lange también trabajó en cibernética y en el uso de computadoras para la planificación económica.

## Obras Publicadas

### En polaco
- Wstęp do ekonometrii (1958)
- Ekonomia polityczna (tomo I 1959, tomo II 1965)
- Całość i rozwój w świetle cybernetyki (1962)
- Optymalne decyzje (1964)
- Wstęp do cybernetyki ekonomicznej (1964)

### En inglés
- "The Determinateness of the Utility Function", 1934, RES.
- "Marxian Economics and Modern Economic Theory", 1935.
- "The Place of Interest in the Theory of Production", 1936, RES
- "On the Economic Theory of Socialism, 1936, RES.
- "On the Economic Theory of Socialism, I & II", 1936, 1937.
- On the Economic Theory of Socialism, 1938.
- "The Rate of Interest and the Optimum Propensity to Consume", 1938, Economica
- "Saving and Investment: Saving in process analysis", 1939, QJE
- "Is the American Economy Contracting?", 1939, AER
- "Complementarity and Interrelations of Shifts in Demand", 1940, RES
- "Theoretical Derivation of the Elasticities of Demand and Supply: the direct method", 1942, Econometrica
- "The Foundations of Welfare Economics", 1942, Econometrica
- "The Stability of Economic Equilibrium", 1942, Econometrica.
- "Say's Law: A restatement and criticism", 1942, in Lange et al., editors, Studies in Mathematical Economics.
- "A Note on Innovations", 1943, REStat
- "The Theory of the Multiplier", 1943, Econometrica
- "Strengthening the Economic Foundations of Democracy", with Abba Lerner, 1944, American Way of Business.
- Price Flexibility and Employment, 1944.
- "The Stability of Economic Equilibrium" (Appendix of Lange, 1944)
- "The Rate of Interest and the Optimal Propensity to Consume" 1944, in Haberler, editor, Readings in Business Cycle Theory.
- "The Scope and Method of Economics", 1945, RES.
- "Marxian Economic in the Soviet Union", 1945, AER
- "The Practice of Economic Planning and the Optimum Allocation of Resources", 1949, Econometrica
- "The Economic Laws of Socialist Society in Light of Joseph Stalin's Last Work", 1953, Nauka Paulska (repr. IER, 1954).
- The Political Economy of Socialism, 1958.
- Introduction to Econometrics, 1958.
- Political Economy, 1959.
- "The Output-Investment Ratio and Input-Output Analysis", 1960, Econometrica
- Theories of Reproduction and Accumulation, 1961
- Economic and Social Essays, 1930-1960, 1961.
- Economic Development, Planning and Economic Cooperation, 1963.
- Essays on Economic Planning, 1963.
- Optimal Decisions: principles of programming. 1964.
- Wholes and Parts: A general theory of system behavior. 1965
- "The Computer and the Market", 1967, in Feinstein, editor, Socialism, Capitalism and Economic Growth.
- Introduction to Economic Cybernetics, 1965.

### En castellano
- Teoría económica del socialismo de 1937, Ariel 1970.
- La economía política del socialismo de 1958.
- Economía Política (primer tomo) de 1959, Fondo de Cultura Económica 1966
- Problemas de Economía Política del Socialismo de 1959, Fondo de Cultura Económica 1965.
- Desarme, crecimiento económico y cooperación internacional de 1962.
- Introducción a la econometría, Fondo de Cultura Económica 1964.
- Los "todos" y las partes: una teoría general de conducta de sistemas de 1962, Fondo de Cultura Económica 1975.
- La economía en las sociedades modernas, Grijalbo 1966
- Teoría general de la programación de 1967, publicado póstumamente.
- Introducción a la economía cibernética, Siglo XXI 1969.
- Desarrollo y Socialismo, 1969.
- Teoría de la reproducción y la acumulación, Ariel 1970.
- Ensayos sobre planificación económica, Ariel 1970.
- Economía Política (segundo tomo) de 1958, publicado póstumamente, Fondo de Cultura Económica 1981.